# Frank Ferrari
Frank Ferrari, pseudoniem van Frank Faas ('s-Hertogenbosch, 13 januari 1945 – Vlijmen, 3 juni 2025), was een Nederlandse zanger, componist, muzikant en producer.

## Biografie
Ferrari begon reeds vroeg met muziek. Tijdens zijn jeugd maakte hij deel uit van diverse bandjes. Na zijn militaire diensttijd werd hem gevraagd te komen zingen bij The All Stars, een destijds bekend amusementsorkest. Bij deze band leerde hij het vak van oprichter Wim van Drunen. Deze gaf hun de artiestennaam "Frank Scott and the All Stars". Samen met Bob Smit en het Duke City Sextet waren zij vaste gasten in Het Lido in Waalwijk.

### Zanger en componist
Na deze periode werd Ferrari leadzanger in de groep The Ferrari's, waarvan de naam werd veranderd in Ferrari toen zij een platencontract kregen aangeboden. Met deze band trad hij vijftien jaar lang in heel Europa op. Het was ook bij deze groep dat hij zelf ging componeren. De grootste hits van de groep werden door hem gecomponeerd. Zijn bekendste songs met deze band zijn Sweet Love, Gypsy Girl, Mary-lou en Monza. De groep had veel succes in binnen- en buitenland. James Last nam tevens met zijn bigband twee van Ferrari's titels op. De band toerde door veel landen, de laatste tournee vond plaats in 1980 in de toenmalige DDR. De tournee duurde zes weken, waarin iedere dag werd opgetreden. In datzelfde jaar besloten de bandleden van Ferrari uit elkaar te gaan.

### Producer
Ferrari ging zich daarna toeleggen op opnametechniek. Bij Ton Masseurs (van de Tumbleweeds) leerde hij het vak. Hij deed ook producties als producer voor Dureco en Telstar. Na een jaar bij Masseurs werd hem in 1981 gevraagd door Riny Schreijenberg (trompettist Marty) om samen met hem een studio te leiden. De studio heette M.M., een afkorting van Marty en Magriet. Ferrari werkte er als technicus, componist, tekstschrijver en producer. Ferrari werkte samen met diverse arrangeurs en producers, onder wie Dick Bakker en Gerard Stellaard. In 1984 begon hij als Frank Ferrari weer met optreden; zijn werk bij M.M. legde hij een jaar later neer. Hij begon daarna zijn eigen studio, waar hij liedjes schreef voor andere artiesten.

### De Bohémiens
Ferrari leerde in die tijd ook collega Jan Verhoeven van het Holland Duo kennen. Er ontstond een samenwerking tussen beiden. Ferrari produceerde voor Verhoeven het plaatje Het is nu voorbij. Ze gingen samen optreden. Als De Bohémiens maakten ze drie singles die bij Telstar en EMI werden uitgebracht. Ze verschenen op televisie in het muziekprogramma Op volle toeren en werkten mee aan het laatste tv-optreden van Willy Alberti en Johnny Jordaan. Voor de muziek op de drie singles formeerde Ferrari een speciaal orkest voor dit repertoire met daarin onder anderen Coen van Orsouw op accordeon, Huub Jansen op drums, Riny Schreijenberg op trompet, Jack Verburght op gitaar en Ferrari's eigen vader als kunstfluiter.
Er was veel radiobelangstelling, ook in Hilversum, waar Chiel Montagne De Bohémiens wekelijks draaide in zijn platenprogramma.
Op 11 oktober 2008 nam Ferrari afscheid van het publiek vanwege de ziekte van Parkinson. Het laatste concert vond plaats in Mill.

## Discografie

### Albums
- Sweet Love
- Monza
- Love Letters
- On Wings of Love
- Frank en Belinda
- Welcome in Our Country World
- Crazy
- Dutch Gold
- Christmas with Frank Ferrari
- Amore Mio
- Songs to Warm Your Heart
- Sandy
- Indonesian Songs
- Only Love Can Break a Heart
- Milonga

### Singles
| Single met eventuele hitnotering(en) in de Nederlandse Top 40 | Datum van verschijnen | Datum van binnenkomst | Hoogste positie | Aantal weken | Opmerkingen                   |
| ------------------------------------------------------------- | --------------------- | --------------------- | --------------- | ------------ | ----------------------------- |
| Walk like a man                                               | 1967                  | -                     | -               | -            | The Ferrari's                 |
| The birds they understand                                     | 1969                  | -                     | -               | -            | The Ferrari's                 |
| A Sunny Day                                                   | 1970                  | 18-4-1970             | 32              | -            | #28 in de Daverende 30        |
| Feeling So Happy                                              | 1970                  | -                     | -               | -            |                               |
| The Girl I Need                                               | 1971                  | 13-3-1971             | 27              | -            | #29 in de Daverende 30        |
| Someday's Coming                                              | 1971                  | -                     | -               | -            |                               |
| You Are Mine...                                               | 1972                  | 08-4-1972             | 21              | -            | #20 in de Daverende 30        |
| Mary Ann                                                      | 1973                  | -                     | -               | -            |                               |
| People Smile                                                  | 1973                  | -                     | -               | -            |                               |
| Exodus                                                        | 1973                  | -                     | -               | -            |                               |
| Hosanna                                                       | 1974                  | -                     | -               | -            |                               |
| Sailor Boy                                                    | 1975                  | 26-4-1975             | 7               | -            | #7 in de Nationale Hitparade  |
| Woogie Boogie                                                 | 1975                  | 06-9-1975             | 23              | -            | #30 in de Nationale Hitparade |
| Sweet Love                                                    | 1976                  | 17-4-1976             | 1               | -            | #2 in de Nationale Hitparade  |
| Monza                                                         | 1976                  | 28-8-1976             | 5               | -            | #6 in de Nationale Hitparade  |
| Gypsy Girl                                                    | 1977                  | 05-3-1977             | 19              | -            | #21 in de Nationale Hitparade |
| Mexico                                                        | 1977                  | -                     | -               | tip          |                               |
| Goodbye                                                       | 1977                  | -                     | -               | -            |                               |
| Mary-lou                                                      | 1978                  | -                     | -               | tip          |                               |
| Amore Mio                                                     | 1978                  | -                     | -               | -            |                               |
| I can sing a rainbow, Love is blue                            | 1979                  | -                     | -               | -            |                               |
| Send Me The Pillow                                            | 1980                  | -                     | -               | -            |                               |
| Colinda lady                                                  | 1981                  | -                     | -               | -            |                               |
| Vissersleed                                                   | 1984                  | -                     | -               | -            |                               |
| Schaam Je Nooit Voor Je Handen                                | 1984                  | -                     | -               | -            |                               |